# Mondorff
Mondorff (fràncic lorenès Munnerëf) és un municipi francès situat al departament del Mosel·la i a la regió del Gran Est. L'any 2007 tenia 526 habitants.

## Demografia

### Població
El 2007 la població de fet de Mondorff era de 526 persones. Hi havia 216 famílies, de les quals 68 eren unipersonals (48 homes vivint sols i 20 dones vivint soles), 56 parelles sense fills, 68 parelles amb fills i 24 famílies monoparentals amb fills.
La població ha evolucionat segons el següent gràfic:
Habitants censats

### Habitatges
El 2007 hi havia 235 habitatges, 222 eren l'habitatge principal de la família, 2 eren segones residències i 11 estaven desocupats. 123 eren cases i 112 eren apartaments. Dels 222 habitatges principals, 124 estaven ocupats pels seus propietaris i 98 estaven llogats i ocupats pels llogaters; 10 tenien una cambra, 29 en tenien dues, 31 en tenien tres, 57 en tenien quatre i 95 en tenien cinc o més. 206 habitatges disposaven pel capbaix d'una plaça de pàrquing. A 101 habitatges hi havia un automòbil i a 93 n'hi havia dos o més.

### Piràmide de població
La piràmide de població per edats i sexe el 2009 era:
| Homes | Edats   | Dones |
| ----- | ------- | ----- |
| 0     | 95 o +  | 0     |
| 0     | 90 a 94 | 0     |
| 0     | 85 a 89 | 0     |
| 0     | 80 a 84 | 0     |
| 4     | 75 a 79 | 4     |
| 8     | 70 a 74 | 8     |
| 0     | 65 a 69 | 4     |
| 4     | 60 a 64 | 8     |
| 16    | 55 a 59 | 0     |
| 8     | 50 a 54 | 20    |
| 12    | 45 a 49 | 20    |
| 28    | 40 a 44 | 8     |
| 32    | 35 a 39 | 24    |
| 16    | 30 a 34 | 28    |
| 24    | 25 a 29 | 16    |
| 8     | 20 a 24 | 8     |
| 16    | 15 a 19 | 0     |
| 20    | 10 a 14 | 8     |
| 36    | 5 a 9   | 8     |
| 16    | 0 a 4   | 20    |

## Economia
El 2007 la població en edat de treballar era de 404 persones, 284 eren actives i 120 eren inactives. De les 284 persones actives 248 estaven ocupades (145 homes i 103 dones) i 36 estaven aturades (18 homes i 18 dones). De les 120 persones inactives 18 estaven jubilades, 41 estaven estudiant i 61 estaven classificades com a «altres inactius».

### Ingressos
El 2009 a Mondorff hi havia 182 unitats fiscals que integraven 411 persones, la mediana anual d'ingressos fiscals per persona era de 23.010 €.

### Activitats econòmiques
Dels 10 establiments que hi havia el 2007, 4 eren d'empreses de fabricació d'altres productes industrials, 1 d'una empresa de construcció, 2 d'empreses d'hostatgeria i restauració i 3 d'empreses immobiliàries.
L'únic servei als particulars que hi havia el 2009 era un restaurant.

## Equipaments sanitaris i escolars
El 2009 hi havia una escola elemental.

## Poblacions més properes
El següent diagrama mostra les poblacions més properes.